# Helsinki Challenger 1986
L'Helsinki Challenger 1986 è stato un torneo di tennis facente parte della categoria ATP Challenger Series nell'ambito dell'ATP Challenger Series 1986. Il torneo si è giocato a Helsinki in Finlandia dal 10 al 16 novembre 1986 su campi in sintetico indoor.

## Vincitori

### Singolare
Patrik Kühnen ha battuto in finale  Jaroslav Navrátil con il punteggio di 6–4, 7–6

### Doppio
Peter Carlsson /  Jörgen Windahl hanno battuto in finale  Kelly Jones /  David Livingston con il punteggio di 6–2, 4–6, 7–6